# Тегирмеч
Тегирмеч (кирг. Тегирмеч) — село в Кадамжайском районе Баткенской области Кыргызстана. Входит в состав айылного аймака Уч-Коргон.

## География
Село расположено в восточной части области, на правом берегу реки Исфайрамсай, на расстоянии приблизительно 29 километров (по прямой) к востоко-северо-востоку от города Кадамжай, административного центра района. Абсолютная высота — 1048 метров над уровнем моря.

## История
До 1 января 2023 года село носило название Валакиш.

## Население
Согласно оценочным данным Национального статистического комитета Кыргызской Республики, численность населения села на начало 2023 года составляла 3032 человека.
| год     | 2009 | 2014 | 2015 | 2020 | 2021 | 2023 |
| ------- | ---- | ---- | ---- | ---- | ---- | ---- |
| человек | 2100 | 2184 | 2936 | 2902 | 2948 | 3032 |